# Port lotniczy Stara Zagora
Port lotniczy Stara Zagora – port lotniczy położony w Starej Zagorze, w Bułgarii. Obsługuje połączenia krajowe.